# Suillia picta
Suillia picta är en tvåvingeart som först beskrevs av Christian Rudolph Wilhelm Wiedemann 1830.  Suillia picta ingår i släktet Suillia och familjen myllflugor. Inga underarter finns listade i Catalogue of Life.